# Dữu Văn Quân
Dữu Văn Quân (chữ Hán: 庾文君, 297 - 328), là hoàng hậu của Tấn Minh Đế Tư Mã Thiệu, vua thứ sáu của nhà Tấn trong lịch sử Trung Quốc.

## Tiểu sử
Dữu Văn Quân xuất thân trong một gia đình thế tộc, người huyện Yên Lăng, quận Dĩnh Xuyên. Cha bà là Tả tướng quân Dữu Sâm (庾琛), nắm nhiều quyền lực trong triều đình. Dữu Văn Quân là con gái thứ ba của Dữu Sâm. Bà được miêu tả là người nhân từ và có dung mạo đẹp. Tấn Nguyên Đế nghe về tính tình và dung hạnh của bà, bèn cưới cho con trai của mình là Thái tử Tư Mã Thiệu. Bà được phong làm Thái tử phi. Trong thời gian đó, Dữu Văn Quân hạ sinh cho Tư Mã Thiệu hai người con trai là Tư Mã Diễn (tức Tấn Thành Đế) và Tư Mã Nhạc (tức Tấn Khang Đế).
Năm 323, Nguyên Đế mất, Tư Mã Thiệu lên ngôi, tức Tấn Minh Đế. Tháng 6 cùng năm, Minh Đế lập bà làm Hoàng hậu và truy tặng Dữu Sâm là Xa kị tướng quân (车骑将军), mẹ dữu Văn Quân là Khâu thị cũng được phong làm An Dương huyện quân (安阳县君), tòng mẫu Tuân thị là Vĩnh Ninh huyện quân (永宁县君), Hà thị là Kiến An huyện quân (建安县君).
Năm 326, Minh Đế mất, Tư Mã Diễn nối ngôi, tức Tấn Thành Đế. Lúc đó Thành Đế còn nhỏ tuổi, quần thần trong triều xin bà lâm triều chấp chính. Bà lấy cớ học theo Hòa Hi Đặng hoàng hậu nhà Hán, từ chối 4 lần, sau đó mới nhận, đứng ra lâm triều xưng chế. Anh trai của Dữu Văn Quân là Dữu Lượng (庾亮) được lập làm Trung thư lệnh (ngang với thừa tướng). Các quan đại thần mỗi khi tấu xưng việc gì đều gọi bà là bệ hạ. Sau đó, quan hữu ti tấu thỉnh truy tặng cha bà và Khâu thị, nhưng bà ba lần không chịu.
Năm 328, Tổ Ước và Tô Tuấn làm loạn, đe dọa kinh sư. Dữu Văn Quân quá lo sợ, bèn lâm bệnh và qua đời, thọ 32 tuổi. Bà ở ngôi Hoàng hậu ba năm, nhiếp chính 2 năm, được truy làm Minh Mục hoàng hậu (明穆皇后).